# 龍炎狼牙
龍炎狼牙（るーえんろうが、1969年10月21日 - ）は、日本の漫画家・イラストレーター。福岡県出身。

## 概要
九州産業大学在学中の1989年に成人向け漫画雑誌『キャンディータイム』（富士美出版）でデビュー。デビュー作「とらぶるEVOCATION」はヒット作となり、一躍成年漫画家として脚光を浴びることとなる。続く「魔討綺譚 ZANKAN（斬奸）!」では、成人向け漫画の中では異例とも言える4年もの長期連載を行うなど、長く成年誌で活動していたが、2000年代に入ると小説の挿絵など、一般誌での活動も始めるようになる。
瞳が大きく幼い体つきの、いわゆるオタク好みの美少女キャラクターが多いが、成年コミックの中でも性転換や女装、少年愛といった特殊な性癖を扱った作品が多く、同人誌でも同様の作品を多く出している。

### 世界観の共有
龍炎は自作の中で幾度か別作品の設定やキャラクターを登場させている。「とらぶる～」に登場する女悪魔のサディナは、「ZANKAN」にサブキャラクターのひとりとして登場し、「ZANKAN」の主要キャラクターである篝火燐は「ムクロヒメ」の中で同様のキャラクターとして活躍している。
「アルケミラの雫」と「魂の鎖」は龍炎の同人誌で同一の世界観に統合されている。

## 作品

### コミック
成年誌
- とらぶるEVOCATION 1～3（富士美出版）
- Alice blade（青磁ビブロス）
- 魔討綺譚 ZANKAN（斬奸）! （コミックZIP フランス書院）

1 人魔混沌編 ISBN 978-4829677414
2 人魔覚醒編 ISBN 978-4829677599
3 人魔暴走編 ISBN 978-4829677773
4 人魔終焉編 ISBN 978-4829678046
- アルケミラの雫（コミックパピポ フランス書院） ISBN 978-4829678312
- 魂の鎖 ISBN 978-4829678695
- 紅い首輪と代価のカタチ ISBN 978-4829679012
- まやかし艶舞帖 ISBN 978-4799502693

一般誌
- ムクロヒメ＜骸姫＞
- とらんす・とらんす

携帯コミック
- にょたいかっ。

### 挿絵
ジュブナイルポルノ
- ライトニングサーガ（中笈木六 フランス書院文庫）
  1. 女魔導師の塔
  2. 女傭兵の空

ライトノベル
- うらにわのかみさま（神野オキナ HJ文庫）

### ドラマCD
- 魔討奇譚 ZANKAN! ドラマティックCD BOOK（フランス書院）

### OVA
- とらぶるEVOCATION（ピンクパイナップル 全2巻）
- 魔討奇譚 ZANKAN!（ピンクパイナップル 全2巻）

### ゲーム
- ガーディアンリコール 〜守護獣召喚〜（AGUMIX）
- プレジャーサーキット (ISF)
- 魔法少女スバル（Black Lilith）
- LILITH-IZM04 ～褐色編～（Black Lilith）
  - 魔法少女スバル3D
- バトルスピリッツ（バンダイ）トレーディングカードゲームのカードイラスト。

## 交流のある作家
- うたたねひろゆき
- 蘭宮涼
- 富士参號
- えびふらい
- 天王寺きつね
- 此路あゆみ
- 山本賢治
- きみおたまこ
- 六道神士 - 『ZANKAN』では主要キャラクターである使い魔、クスカのキャラクターデザインをしている。